# Pájaro y La Murga del Rock and Roll
Pájaro y la Murga del Rock and Roll es el primer álbum de estudio del cantautor y pionero del rock argentino Pajarito Zaguri. Fue lanzado en 1976, y grabado junto a su grupo de apoyo La Murga del Rock and Roll. Además participó en él Pappo como invitado.El álbum fue grabado en Estudios Netto en 1976, el técnico de grabación fue Jorge “Portugués Da Silva”, y la idea y producción general fue del productor, músico, autor & compositor Juan Gamba Gentilini. Asimismo todos los temas incluidos en este vinilo pertenecen a Pajarito Zaguri y Juan Gamba Gentilini.

## Lista de canciones
Todas las canciones pertenecen a Juan "Gamba" Gentilini y Pajarito Zaguri
Lado A
1. Buscando el Rock and Roll (4:13)
2. Deja que ya escuche su oración (3:44)
3. El secreto difundido (3:30)
4. El vago del oeste (3:07) Canta Lois Blue

Lado B
1. Buenas tardes, cómo estás (2:45)
2. Descubrir la realidad (4:52)
3. Intentando los blues (8:26)

## Críticas
Para la suerte del músico, no tuvo, casi nunca, apoyo de la discográfica y no obtuvo buenos resultados de parte del público. Tras los frustrantes resultados, disuelve a 'La Murga' formando una nueva agrupación de apoyo llamada 'La Blues Banda'.

## Reedición
La discográfica Fonocal reeditó el disco en homenaje a Pajarito, tras su fallecimiento en abril, lanzándolo en vísperas del 2014, el 31 de diciembre de 2013. Esta reversión, contiene todas las canciones del álbum original.